# 344 TCN
344 TCN là một năm trong lịch La Mã.